# Истерн-Маркет (станция метро)
Истерн-Маркет (англ. Eastern Market) — подземная пересадочная станция Вашингтонгского метро на Синей, Оранжевой и Серебряной линиях. Она представлена одной островной платформой. Станция обслуживается Washington Metropolitan Area Transit Authority. Расположена в районе Кэпитал-Хилл на Пенсильвания-авеню и 7-й улице, Юго-Восточный квадрант Вашингтона. Станция названа из-за расположенного поблизости общественного рынка Истерн-Маркет, который включён в Национальный реестр исторических мест. Пассажиропоток — 2.458 млн. (на 2010 год).
Станция была открыта 1 июля 1977 года.
Открытие станции было совмещено с завершением строительства ж/д линии длиной 19,0 км, соединяющей Национальный аэропорт и РФК Стэдиум и открытием станций Арлингтонское кладбище, Вашингтонский национальный аэропорт имени Рональда Рейгана, Кристал-сити, Кэпитал-Саут, Л'Энфант плаза, Мак-Фёрсон-сквер, Пентагон, Пентагон-сити, Потомак-авеню, Росслин, Смитсониан, Стэдиум-Армэри, Фаррагут-Уэст, Федерал-Сентер Саут-Уэст, Федерал-Триэнгл и Фогги-Боттом — ДВЮ. Оранжевая линия обслуживает станцию со времени открытия 20 ноября 1978 года. Открытие Серебряной линии запланировано на 2013 год.